# Harry Redford

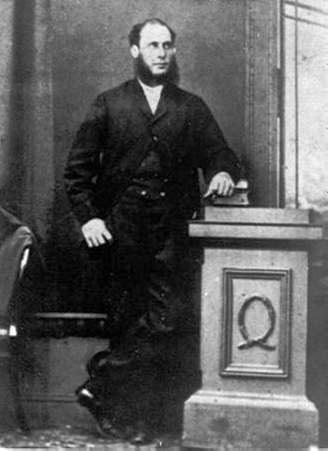
Henry Redford, ein Viehdieb und Volksheld

Henry Arthur Readford (* 1841 in Mudgee, New South Wales, Australien; † 12. März 1901 in Corella Creek, Northern Territory), auch Harry Redford oder Captain Starlight genannt, war ein australischer Viehdieb und Volksheld. Redford wurde in Australien überaus bekannt, indem er im Jahre 1870 eine nach Schätzungen 600 bis 1000 Rinder große Herde stahl und über mehr als 1200 Kilometer durch das Outback trieb. Die Herde verkaufte er anschließend für £ 5000 und wurde vor Gericht vom Tatvorwurf des Diebstahls freigesprochen.

## Herkunft
Über die Herkunft von Redford gibt es widersprüchliche Aussagen. Eine besagt, dass er der Sohn von Thomas Redford war, der Jemima Smith am 29. Juli 1834 in Windsor in New South Wales geheiratet hatte. Eine andere geht davon aus, dass er eines von elf Kindern eines irischen Sträflings war und dass seine Familie Landeigentum und Hotels im Gebiet des Hawkesbury River besaß. Über Redfords frühes Leben ist wenig bekannt. Am 13. April 1871 heiratete er Elizabeth Jane Skuthorpe.

## Viehdiebstahl
Im März 1870 stahl Redford mit drei weiteren Viehtreibern eine riesige Rinderherde, ohne dass die Eigentümerin, die Scottish Australian Company, dies zunächst bemerkte. In anderen Quellen werden abweichende Zahlen der Rinderdiebe genannt. Neben dieser Herde wurde auch ein wertvoller weißer Bulle gestohlen. Den Viehdieben war klar, dass sie die große Herde nicht in Queensland verkaufen konnten, denn das wäre aufgefallen. In Queensland waren Brandzeichen ebenso wie in South Australia nicht vorgeschrieben und so trieben sie die Tiere von Queensland am Thomson River und Barcoo River entlang nach South Australia durch das Channel Country – das trockenste Gebiet Australiens. Sie trieben sie weiter Richtung Adelaide und entlang des heute so genannten Strzelecki Track und Cooper Creek. Den auffälligen weißen Bullen und die zwei Rinder, die Brandmarken trugen, verkauften sie an die Artracoona Native Well bei der Hill-Hill-Viehstation und die ganze Herde für £5000 an die Blanchewater-Viehstation. Dies war damals die nördlichste Besiedelung in South Australia, östlich von Marree, unweit des Mount Hopeless. Redford durchquerte erfolgreich ein Gebiet, in dem die Expedition von Burke und Wills tragisch scheiterte und auch die von Charles Sturt aufgegeben wurde. Entgegen kam den Viehdieben, dass im Frühjahr 1870 starker Regen gefallen und daher genügend Gras vorhanden war und der Cooper Creek ausreichend Wasser führte. Die Viehdiebe benötigten für die Strecke von 1287 Kilometern lediglich drei Monate.
Im Jahre 1872 wurde Redford wegen des Viehdiebstahls verhaftet und am 11. Februar 1873 in Roma angeklagt. Er trat selbstsicher und gut gekleidet vor Gericht auf und wurde in allen Anklagepunkten freigesprochen. Dies verlieh ihm die Bezeichnung „Gentleman-Bushranger“ (Gentleman-Buschräuber). Die Anklage konnte sich lediglich auf den wieder gefundenen weißen Bullen stützen, denn die Angestellten der Bowen-Downs-Viehstation folgten den Spuren der Viehherde viel zu spät und ohne Erfolg, daher konnte der Diebstahl der Herde ohne Brandmarken nicht nachgewiesen werden. Gleiches galt auch für den weißen Bullen. Angeblich soll Richter Charles William Blakeney anlässlich der Verkündigung des Freispruchs das berühmte Statement zu den im Gerichtssaal Anwesenden abgegeben haben: „I thank God that the verdict is yours, gentlemen, and not mine“ (Ich danke Gott, dass der Schuldspruch Ihre Sache ist, meine Herren, und nicht meine). Nach diesem Urteil gab es heftige Angriffe der Presse auf den Richter, die Regierung von Queensland ordnete die Schließung des Gerichts in Roma für acht Monate an und es kam zu einer staatlichen Zwangsregistrierung aller Brandzeichen Australiens. Der urteilsverkündende Richter Blakeney wurde im August 1875 schwer krank und beging vermutlich am 12. Januar 1876 im Brisbane River Suizid.
Nach seiner Freilassung trieb Redford weiterhin Viehherden über weite Strecken, beispielsweise im Jahre 1883 die erste Herde zur Brunette-Downs-Viehstation durchs Barkly Tableland im Northern Territory. Er wurde der erste Manager der Corella-Downs-Viehstation und 1899 der McArthur-Viehstation. Im Jahre 1901 ertrank er im Alter von 59 Jahren im Corella Creek, der Hochwasser führte, obwohl er ein guter Schwimmer war. Sein Grab befindet sich auf der Brunette-Downs-Viehstation.

## Heldenverehrung

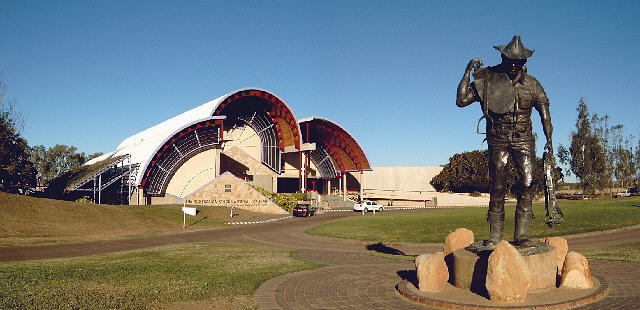
Die Australian Stockman’s Hall of Fame in Longreach mit Bronzestatue eines Viehtreibers mit breitkrempigen Hut

Buschräuber werden als Bushrangers bezeichnet, genießen in Australien einen folkloristischen Status und werden zu Helden verklärt. Ihre Taten werden besungen, in Geschichten eingewoben und in Filmen dargestellt. Sie gelten als die Robin Hoods Australiens, als die Armen, die gegen die Reichen kämpften. Der Grund dieser Verklärung könnte darin liegen, dass die ersten europäischen Siedler der Sträflingskolonie Australien verurteilte Engländer waren, die für geringfügige Gesetzesverstöße extrem schwer bestraft wurden. Im damaligen England war ein Brotdiebstahl mit der Todesstrafe belegt. Viele Verurteilte wurden in Ketten gelegt und zur Sträflingsarbeit um die halbe Welt transportiert. Sie unterlagen auch dort harten Strafen, denn bis zu der Gründung Australiens als Staat im Jahre 1901 mussten alle Urteile der Engländer buchstabengetreu in den britischen Kolonien Australiens übernommen und angewendet werden.

## Nachbetrachtung

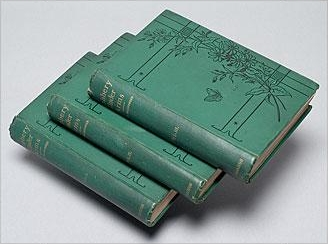
Dreibändige Originalausgabe des Werks Robbery Under Arms von 1888

Die Geschichte von Harry Redford und anderen Buschräubern verschmolz zum idealisierten Captain Starlight in der Novelle «Robbery Under Arms» von Rolf Boldrewood. Die Erstveröffentlichung erfolgte in der Illustrierten Sydney Mail vom Juli 1882 bis zum August 1883 in Serie und die dreibändige Buchausgabe erschien im Jahre 1888. Im Jahr 2006 wurden die Bücher in Australien wieder neu aufgelegt. Die Geschichte wurde als Melodrama im Jahre 1890 erstmals aufgeführt und in den Jahren 1907, 1919 und 1920 in Schwarz-Weiß-Filmen wiedergegeben. In Farb-Filmen spielten 1957 Peter Finch und 1985 Sam Neill den Captain Starlight. Es gab auch Wiedergaben im Radio.
In der Nähe von Longreach befindet sich ein Starlight Outlook, dessen Name auf den Spitznamen von Redford zurückgeht.
Ein Touristikunternehmen bietet Urlaubern die Teilnahme an dem Viehtrieb auf dieser historischen Strecke an, die auch Starlight Trail genannt wird.